# Maumee Bay State Park
Der Maumee Bay State Park ist ein State Park im Lucas County am Eriesee ganz im Norden des US-Bundesstaats Ohio. Die Naturparkfläche aus überwiegend landwirtschaftlich unbrauchbaren, sumpfigen Überschwemmungs- und Feuchtgebieten im Mündungsdelta des Maumee Rivers wurde 1974 vom Staat Ohio erworben und im Folgejahr gesetzlich zum vorwiegend touristisch genutzten Staatsnaturpark bestimmt.

## Tourismusnutzung
Der insgesamt 1336 Acre Flächen umfassende Naturpark hält zahlreiche Ferienwohnungen und -häuser für Besucher vor. Camping und private Bed & Breakfast-Angebote außerhalb des Parkgeländes sind weitere Möglichkeiten. Zu den angebotenen Freizeitnutzungsmöglichkeiten gehören „Murder Mystery Dinners“, Wanderwege, Radfahren, Angelsport, Jagd, Picknickplätze, Wintersport, Geocaching, Vogelbeobachtung sowie der Besuch des staatlichen „Naturcenters“. Am Rande des Parks gibt es zudem Bootsverleihe, Golfsportplätze, ein Hallenbad sowie ein für Unternehmen anmietbares Konferenzzentrum.
Die Vielzahl der kommerziellen Angebote zeigt deutlich, die wirtschaftliche Nutzung als Naherholungseinrichtung für den Binnentourismus steht – anders als in Deutschlands Naturschutzgebieten – doch eher im Vordergrund des Konzepts der staatlichen Behörden Ohios.

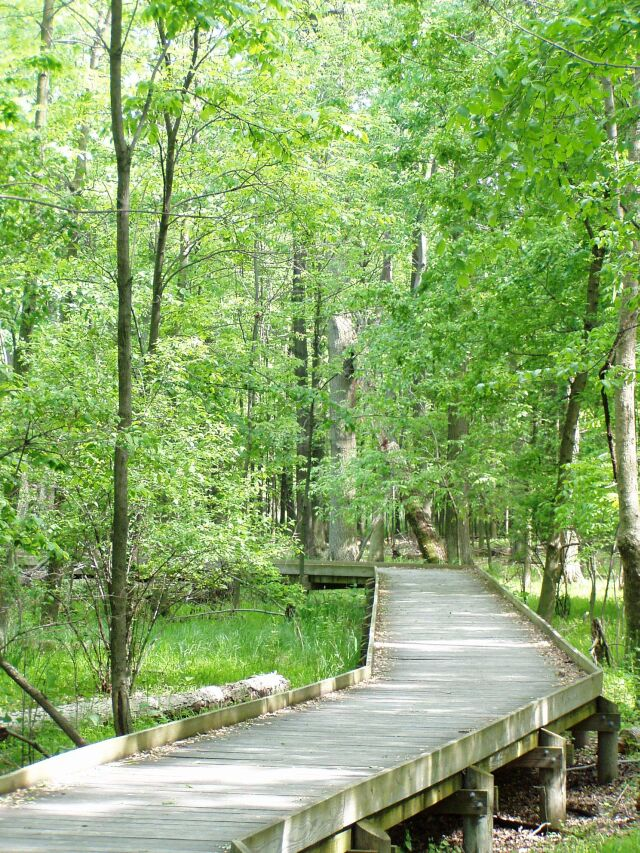
Plankensteg durch bewaldetes Feuchtgebiet
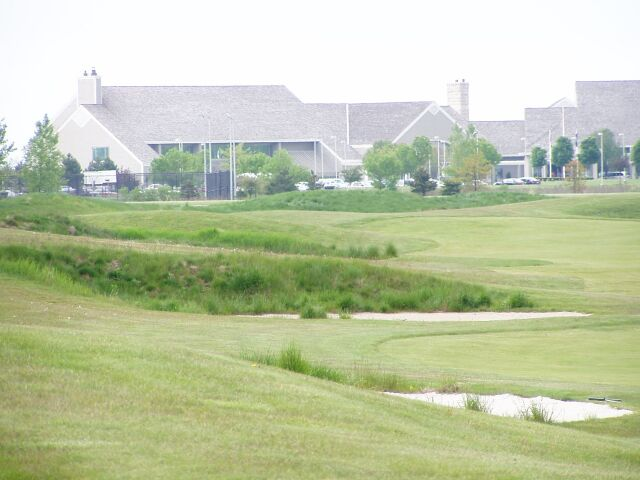
State Park Ferienhäuser, im Vordergrund ein Golfplatz
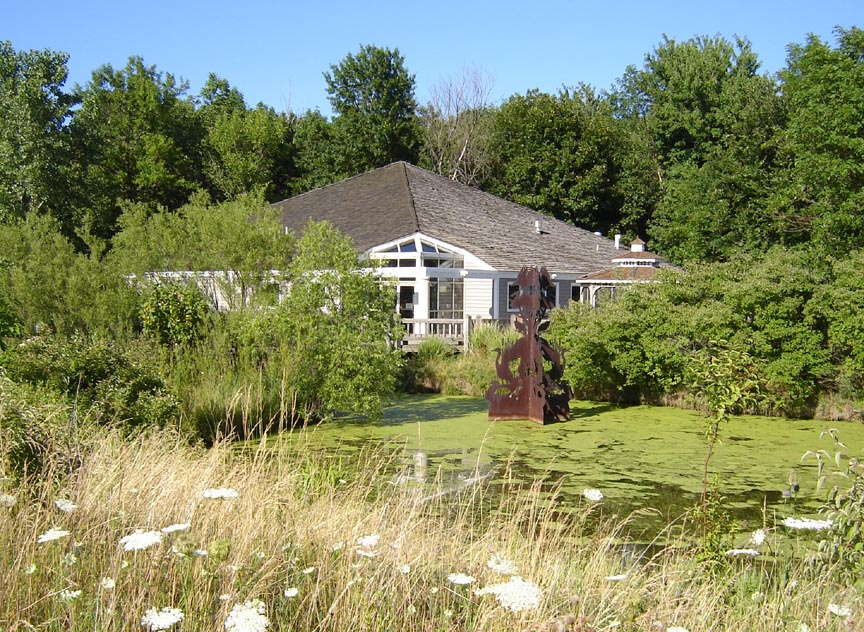
NaturCenter des Urlaubsparks
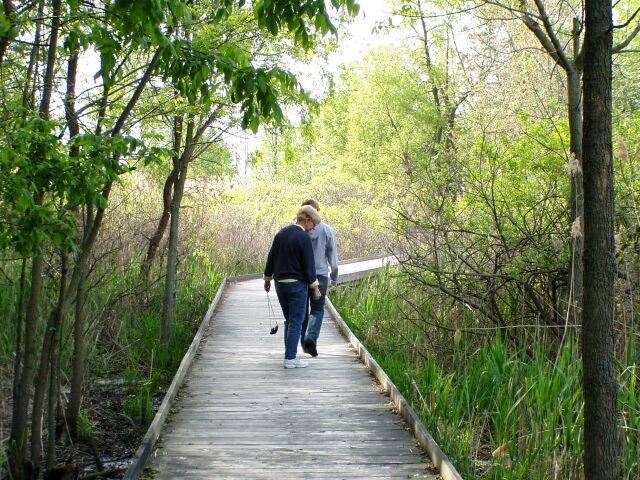
Plankenweg durch den Sumpf
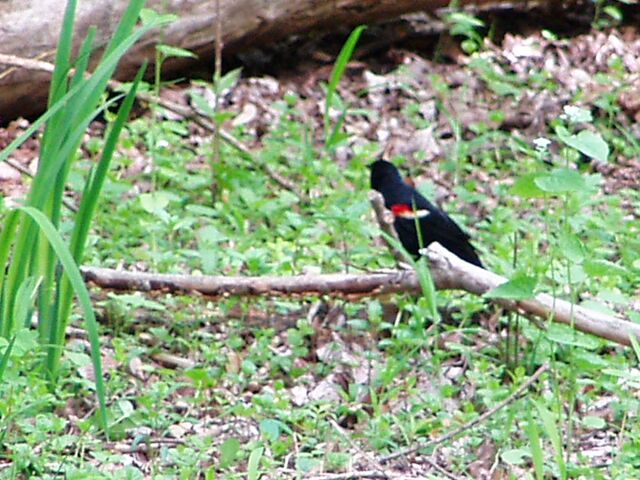
Rotflügelstärling
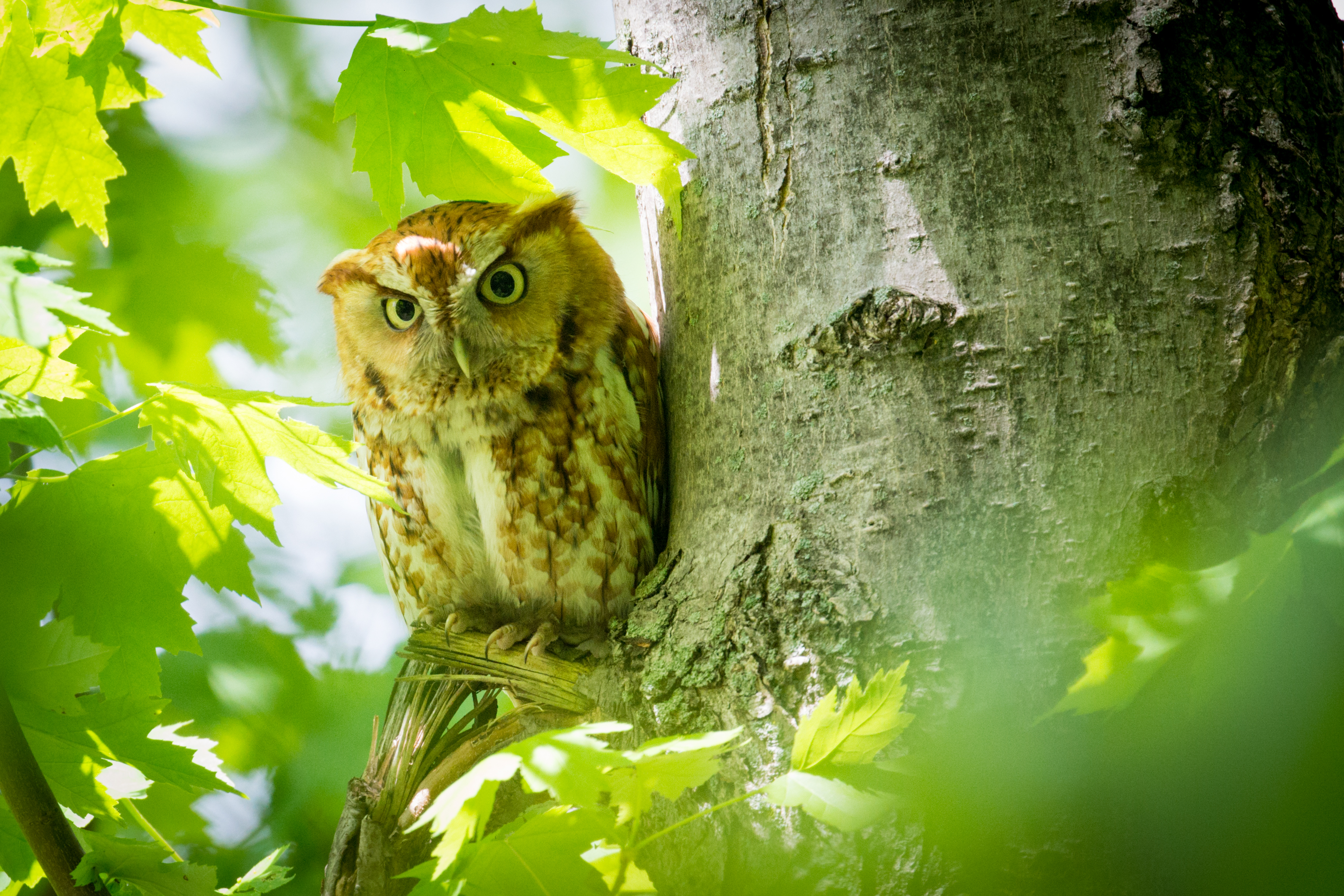
Ostkreischeule
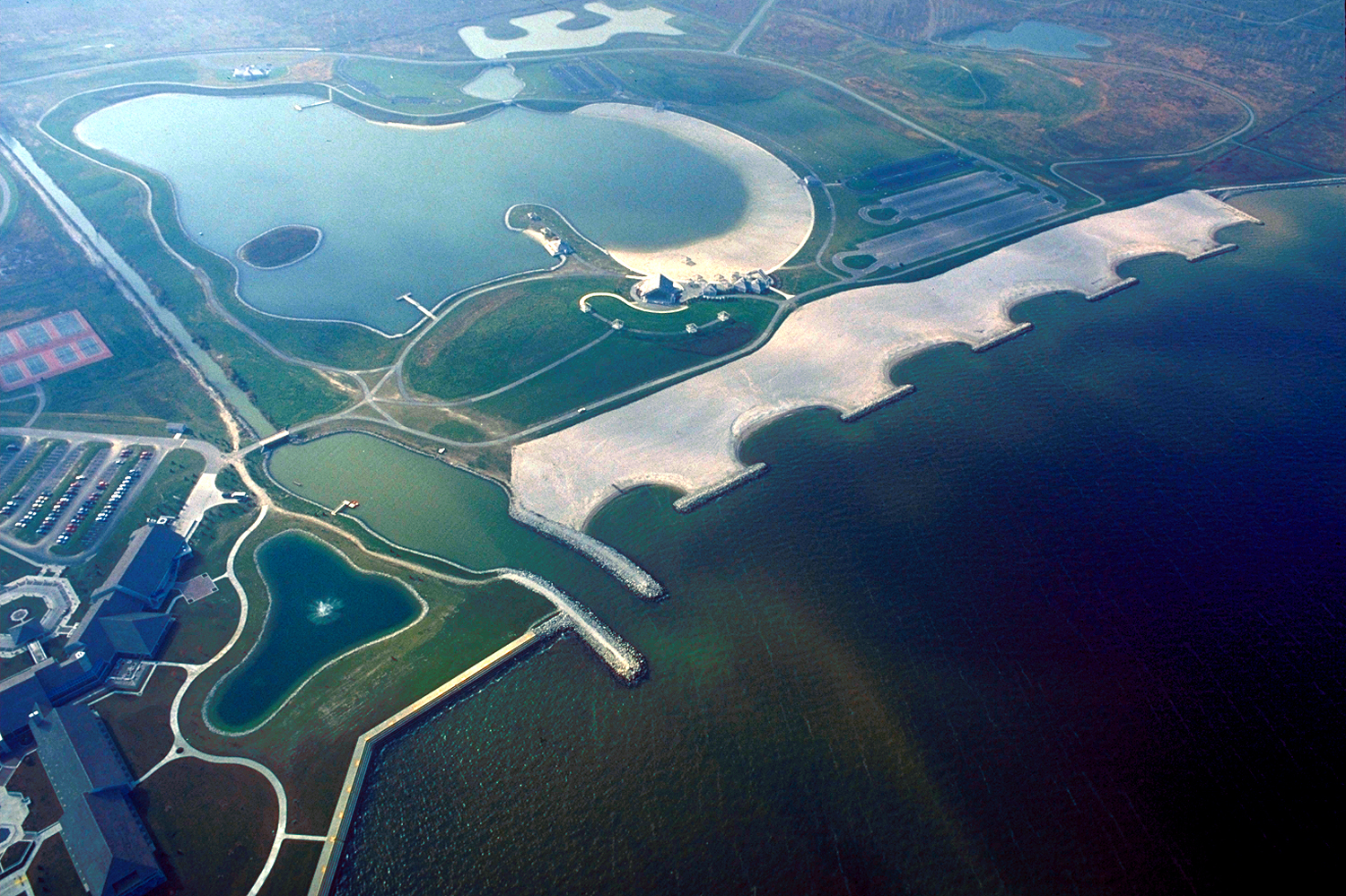
Luftbild von Teilen des Parks

## Belege
1. ↑  Feature Detail Report for: Maumee Bay State Park, Geographic Names Information System (GNIS), abgerufen am 19. Januar 2019.
2. ↑  Maumee Bay State Park, Ohio Department of Natural Resources, abgerufen am 19. Januar 2019 (englisch)
3. ↑  Maumee Bay State Park: Geschichte, Ohio Department of Natural Resources, abgerufen am 19. Januar 2019 (englisch)
4. ↑  spezielle Unterhaltungsevents im State Park, abgerufen am 24. Januar 2019.
5. ↑  Maumee Bay State Park: Möglichkeiten für Aktivitäten, Ohio Department of Natural Resources, abgerufen am 19. Januar 2019 (engl.)